# لوئیس ایبانز
لوئیس ایبانز (انگلیسی: Luis Ibáñez؛ زادهٔ ۱۵ ژوئیهٔ ۱۹۸۸) بازیکن فوتبال اهل آرژانتین است.
از باشگاه‌هایی که در آن بازی کرده‌است می‌توان به باشگاه فوتبال دینامو زاگرب، باشگاه فوتبال دیوری ای‌تی‌او، باشگاه فوتبال بوکا جونیورز، باشگاه فوتبال ستاره سرخ بلگراد، و باشگاه فوتبال راسینگ کلوب آویاندا اشاره کرد.